# Afrika-Eurazië
Afrika-Eurazië of Afro-Eurazië wordt beschouwd als de grootste landmassa op de aarde. Ruim 85% van de wereldbevolking woont hier. Door sommige geografen wordt deze landmassa ook wel Eurafrazië genoemd, maar deze term wordt niet algemeen gebruikt. Een andere term die gebruikt kan worden is de Oude Wereld, al wordt dit meer als een culturele term gezien dan een aardrijkskundige.

## Onderverdeling
Afrika-Eurazië kan onderverdeeld worden in drie werelddelen (Afrika, Azië en Europa), en twee landmassa's (Afrika en Eurazië), doordat het sluisloze en dus geheel op zeeniveau liggende Suezkanaal de beide continenten scheidt.

## Bevolking
Anno 2019 wonen in Azië veruit de meeste mensen. Dat continent telt ruim 4 miljard inwoners; ongeveer 60% van de wereldbevolking. Afrika volgt met ruim 1 miljard inwoners; bijna 15% van de wereldbevolking. Als laatste volgt Europa, dat met bijna 733 miljoen inwoners ongeveer 11% van de wereldbevolking voor haar rekening neemt. De verschillen in de verspreiding van de inwoners van dit supercontinent is groot. Zo zijn bepaalde onafhankelijke staten erg dichtbevolkt; elf van de vijftien dichtstbevolkte onafhankelijke staten bevinden zich op dit supercontinent (waaronder Nederland). Daar tegenover zijn sommige ook erg dunbevolkt; elf van de vijftien dunstbevolkte onafhankelijke staten bevinden zich ook in dit gedeelte van de wereld. In termen van absoluut inwonertal is Afrika-Eurazië met twaalf onafhankelijke staten in de top vijftien van meest bevolkte landen vertegenwoordigd; de enige twee landen ter wereld met meer dan een miljard inwoners (China en India), behoren daar ook toe. In de top vijftien van dunstbevolkte onafhankelijke staten zijn dat er zeven.

## Staten van Afrika-Eurazië
Hieronder zijn alle onafhankelijke staten van alle drie de werelddelen op alfabetische volgorde geordend. Kosovo, schuingedrukt en aangegeven met *, wordt door Nederland en België erkend, maar is door sommige landen niet erkend. Palestina, schuingedrukt en aangegeven met ** wordt door Nederland en België niet erkend.

### Onafhankelijke staten in Afrika
Algerije, Angola, Benin, Botswana, Burkina Faso, Burundi, Centraal-Afrikaanse Republiek, Comoren, Republiek Congo, Democratische Republiek Congo, Djibouti, Egypte (ook Azië), Equatoriaal-Guinea, Eritrea, Ethiopië, Gabon, Gambia, Ghana, Guinee, Guinee-Bissau, Ivoorkust, Kaapverdië, Kameroen, Kenia, Lesotho, Liberia, Libië, Madagaskar, Malawi, Mali, Marokko, Mauritanië, Mauritius, Mozambique, Namibië, Niger, Nigeria, Oeganda, Rwanda, Sao Tomé en Principe, Senegal, Seychellen, Sierra Leone, Soedan, Somalië, Swaziland, Tanzania, Togo, Tsjaad, Tunesië, Zambia, Zimbabwe, Zuid-Afrika, Zuid-Soedan

### Onafhankelijke staten in Azië
Afghanistan, Armenië (ook Europa), Azerbeidzjan (ook Europa), Bahrein, Bangladesh, Bhutan, Brunei, Cambodja, China, Cyprus, Egypte (ook Afrika), Filipijnen, Georgië (ook Europa), India, Indonesië, Irak, Iran, Israël, Japan, Jemen, Jordanië, Kazachstan (ook Europa), Kirgizië, Koeweit, Laos, Libanon, Maldiven, Maleisië, Mongolië, Myanmar, Nepal, Noord-Korea, Oezbekistan, Oman, Oost-Timor, Pakistan, Palestina**, Qatar, Rusland (ook Europa), Saoedi-Arabië, Singapore, Sri Lanka, Syrië, Tadzjikistan, Thailand, Turkije (ook Europa), Turkmenistan, Verenigde Arabische Emiraten, Vietnam, Zuid-Korea

### Onafhankelijke staten in Europa
Albanië, Andorra, Armenië (ook Azië), Azerbeidzjan (ook Azië), België, Bosnië en Herzegovina, Bulgarije, Denemarken, Duitsland, Estland, Finland, Frankrijk, Georgië (ook Azië), Griekenland, Hongarije, Ierland, IJsland, Italië, Kazachstan (ook Azië), Kosovo*, Kroatië, Letland, Liechtenstein, Litouwen, Luxemburg, Malta, Moldavië, Monaco, Montenegro, Nederland, Noord-Macedonië, Noorwegen, Oekraïne, Oostenrijk, Polen, Portugal, Roemenië, Rusland (ook Azië), San Marino, Servië, Slovenië, Slowakije, Spanje (ook Afrika), Tsjechië, Turkije (ook Azië), Vaticaanstad, Verenigd Koninkrijk, Wit-Rusland, Zweden, Zwitserland

### Staten die in twee werelddelen liggen
Er zijn in totaal acht staten die in twee werelddelen liggen. De meeste van deze staten, zes, liggen op de grens tussen Azië en Europa – dit zijn Armenië, Azerbeidzjan, Georgië, Kazachstan, Rusland en Turkije. Als zevende behoort ook Cyprus tot Azië en Europa. Eén staat ligt op de grens van Afrika en Azië; dat is Egypte.

## Talen
Hieronder volgt een lijst met de gebruikte talen van Afrika-Eurazië.
| Taal                | Familie                                                                                      | Plaatsen waar het door meer dan 1% gesproken wordt |
| ------------------- | -------------------------------------------------------------------------------------------- | --- |
| Mandarijn (Chinees) | Sino-Tibetaanse talen                                                                        | China, Singapore, Taiwan. Grote gemeenschappen in Brunei, Cambodja, Frankrijk, Duitsland, Filipijnen, India, Indonesië, Laos, Maleisië, Mauritius, Mongolië, Oostenrijk, Rusland, Thailand, Verenigd Koninkrijk, Vietnam |
| Spaans              | Indo-Europese talen, Italische talen, Romaanse talen, Ibero-Romaanse talen                   | Equatoriaal-Guinea, Filipijnen, Spanje. Grote gemeenschappen in Andorra, China, Gibraltar, (India Goa), Israël, Marokko |
| Hindi               | Indo-Europese talen, Indo-Iraanse talen, Indo-Arische talen                                  | India, Nepal. Grote gemeenschappen in Bahrein, Bangladesh, België, Botswana, Denemarken, Duitsland, Guyana, Jemen, Kenia, Malawi, Mauritius, Oeganda, Oman, Qatar, Saoedi-Arabië, Tanzania, Verenigde Arabische Emiraten, Verenigd Koninkrijk, Zambia, Zuid-Afrika |
| Engels              | Indo-Europese talen, Germaanse talen, West-Germaanse talen, Anglische talen                  | Bangladesh, Botswana, Brunei, Filipijnen, Gambia, Ghana, Gibraltar, Guernsey, Hongkong, India, Ierland, Man, Jersey, Kameroen, Kenia, Lesotho, Liberia, Malawi, Maleisië, Maldiven, Malta, Mauritius, Namibië, Nigeria, Oeganda, Pakistan, Puerto Rico, Rwanda, Seychellen, Sierra Leone, Singapore, Sint-Helena, Ascension en Tristan da Cunha, Sri Lanka, Swaziland, Tanzania, Verenigd Koninkrijk, Zambia, Zimbabwe, Zuid-Afrika, Zuid-Soedan |
| Arabisch            | Afro-Aziatische talen, Semitische talen, Centraal-Semitische talen                           | Algerije, Bahrein, Tsjaad, Comoren, Djibouti, Egypte, Irak, Israël, Jemen, Jordanië, Koeweit, Libanon, Libië, Mauritanië, Marokko, Oman, Palestina, Qatar, Saoedi-Arabië, Soedan, Syrië, Tunesië, Verenigde Arabische Emiraten, Westelijke Sahara. Grote gemeenschappen in Afghanistan, Bangladesh, België, Frankrijk, Duitsland, India, Iran, Nederland, Pakistan, Turkije, Verenigd Koninkrijk                                                 |
| Berbers             | Afro-Aziatisch                                                                               | Marokko, Algerije, Tunesië, Westelijke Sahara, Libië, Mauritanië, Mali, Niger. Grote gemeenschappen in Nederland, België, Duitsland, Spanje, Frankrijk, Egyptische Siwa, Ghana, Burkina Faso, Nigeria, Canada, Verenigde Staten |
| Portugees           | Indo-Europese talen, Italische talen, Romaanse talen, Ibero-Romaanse talen                   | Angola, Guinee-Bissau, Kaapverdië, Macau, Mozambique, Oost-Timor, Portugal, Sao Tomé en Principe. Grote gemeenschappen in Andorra, Frankrijk, India (Daman en Goa), Luxemburg, Namibië, Zuid-Afrika, Zwitserland |
| Bengaals            | Indo-Europese talen, Indo-Iraanse talen, Indo-Arische talen, Magadhan, Assamees-Bengali      | Bangladesh, India (West-Bengalen). Grote gemeenschappen in Saoedi-Arabië, Verenigde Arabische Emiraten |
| Russisch            | Indo-Europees, Slavische talen, Oost-Slavische talen                                         | Kazachstan, Kirgizië, Rusland, Tadzjikistan, Wit-Rusland. Grote gemeenschappen in Armenië, Azerbeidzjan, China, Estland, Georgië, Duitsland, India, Israël, Letland, Litouwen, Moldavië, Mongolië, Oekraïne, Oezbekistan, Turkmenistan |
| Frans               | Indo-Europees, Italische talen, Romaanse talen, Oïl                                          | België, Burkina Faso, Burundi, Kameroen, Centraal-Afrikaanse Republiek, Comoren, Congo-Brazzaville, Congo-Kinshasa, Ivoorkust, Djibouti, Frankrijk, Gabon, Luxemburg, Madagaskar, Mali, Mauritius, Mayotte, Monaco, Réunion, Rwanda, Senegal, Seychellen, Togo, Zwitserland. Grote gemeenschappen in Algerije, Cambodja, Guernsey, India (Puducherry), Italië, Laos, Libanon, Mauritanië, Marokko, Tunesië, Vietnam                              |
| Japans              | Japonische talen                                                                             | Japan. Grote gemeenschappen in de Filipijnen |
| Duits               | Indo-Europese talen, Germaanse talen, West-Germaanse talen, Hoogduits                        | Duitsland, Liechtenstein, Luxemburg, Oostenrijk, Zwitserland. Grote gemeenschappen in België, Tsjechië, Denemarken, Hongarije, Italië, Kazachstan, Namibië, Polen, Roemenië, Rusland |
| Punjabi             | Indo-Europese talen, Indo-Iraanse talen, Indo-Arische talen                                  | India, Pakistan. Grote gemeenschappen in Afghanistan, Fiji, Kenia, Maleisië, Mauritius, Singapore, Verenigde Arabische Emiraten, Verenigd Koninkrijk |
| Javaans             | Austronesische talen, Malayo-Polynesische talen                                              | Indonesië. Grote gemeenschappen in Nederland, Singapore |
| Koreaans            | Geïsoleerde taal                                                                             | Noord-Korea, Zuid-Korea. Grote gemeenschappen in China, Filipijnen, Japan, Rusland |
| Vietnamees          | Austroaziatische talen, Mon-Khmer, Viet-Muong                                                | Vietnam. Grote gemeenschappen in Cambodja, China, Frankrijk, Filipijnen, Duitsland, India, Laos, Nederland, Tsjechië, Polen, Rusland, Senegal, Thailand, Verenigd Koninkrijk |
| Telugu              | Dravidische talen                                                                            | India (Andhra Pradesh). Grote gemeenschappen in Bahrein, Maleisië, Mauritius, Singapore, Verenigde Arabische Emiraten |
| Marathi             | Indo-Europees, Indo-Iraanse talen, Indo-Arische talen                                        | India (Maharashtra). Grote gemeenschappen in de Indiase staten Andhra Pradesh, Goa, Gujarat, Karnataka, en Madhya Pradesh, en in Israël en Mauritius |
| Tamil               | Dravidische talen                                                                            | India (Tamil Nadu), Singapore, Sri Lanka. Grote gemeenschappen in Bahrein, Maleisië, Mauritius, Réunion, Verenigde Arabische Emiraten, Verenigd Koninkrijk |
| Italiaans           | Indo-Europees, Italische talen, Romaanse talen                                               | Italië, San Marino, Zwitserland, Vaticaanstad. Grote gemeenschappen in Albanië, België, Duitsland, Frankrijk, India, Kroatië, Luxemburg, Malta, Monaco, Slovenië |
| Urdu                | Indo-Europees, Indo-Iraanse talen, Indo-Arische talen, Central Zone                          | India, Pakistan. Grote gemeenschappen in Afghanistan, Bahrein, Bangladesh, Botswana, Duitsland, Malawi, Mauritius, Nepal, Oman, Qatar, Saoedi-Arabië, Thailand, Verenigde Arabische Emiraten, Verenigd Koninkrijk, Zambia, Zuid-Afrika |
| Perzisch            | Indo-Europees, Indo-Iraanse talen, Iraanse talen, West-Iraanse talen                         | Afghanistan, Iran, Tadzjikistan. Grote gemeenschappen in Bahrein, Duitsland, Frankrijk, India, Irak, Israël, Koeweit, Pakistan, Oezbekistan, Oman, Qatar, Rusland, Saoedi-Arabië, Syrië, Turkije, Verenigde Arabische Emiraten, Verenigd Koninkrijk |
| Turks               | Altaïsche talen, Turkische talen, Oghuz                                                      | Cyprus, Oostenrijk, Turkije. Grote gemeenschappen in Azerbeidzjan, België, Bulgarije, Denemarken, Duitsland, Frankrijk, Griekenland, Nederland, Noord-Macedonië, Oezbekistan, Roemenië, Verenigd Koninkrijk |
| Gujarati            | Indo-Europees, Indo-Iraanse talen, Indo-Arische talen                                        | India (Gujarat, Daman en Diu, Dadra en Nagar Haveli). Grote gemeenschappen in Fiji, Kenia, Oeganda, Pakistan, Tanzania, Verenigd Koninkrijk, Zambia, Zimbabwe |
| Pools               | Indo-Europees, Slavische talen, West-Slavische talen                                         | Polen. Grote gemeenschappen in Duitsland, Frankrijk, Israël, Letland, Litouwen, Oekraïne, Slowakije, Tsjechië, Verenigd Koninkrijk, Wit-Rusland |
| Oekraïens           | Indo-Europees, Slavische talen, Oost-Slavische talen                                         | Oekraïne. Grote gemeenschappen in Wit-Rusland, Moldavië, Polen, Portugal, Rusland, Slowakije |
| Malayalam           | Dravidische talen, Zuid-Dravidisch                                                           | India (Kerala, Laccadiven). Grote gemeenschappen in Maleisië, Singapore, Verenigde Arabische Emiraten |
| Kannada             | Dravidische talen                                                                            | India (Karnataka). Grote gemeenschappen in Verenigd Koninkrijk |
| Oriya               | Indo-Europees, Indo-Iraanse talen, Indo-Arische talen, Magadhi                               | India (Odisha) |
| Birmaans            | Sino-Tibetaanse talen, Tibeto-Birmaans, Lolo-Birmees                                         | Myanmar. Grote gemeenschappen in Bangladesh, India, Laos, Maleisië, Singapore, Thailand, Verenigd Koninkrijk |
| Azerbeidzjaans      | Altaïsche talen, Turkische talen, Oghuz Turks                                                | Azerbeidzjan, Iran. Grote gemeenschappen in Afghanistan, Armenië, Estland, Georgië, Irak, Jordanië, Kazachstan, Kirgizië, Rusland, Syrië, Turkije, Turkmenistan, Oezbekistan |
| Soendanees          | Austronesische talen, Malayo-Polynesische talen                                              | Indonesië (West-Java) |
| Pasjtoe             | Indo-Europees, Indo-Iraanse talen, Iraanse talen, Oost-Iraanse talen, Zuidoost-Iraanse talen | Afghanistan, Pakistan. Grote gemeenschappen in India, Iran, Verenigde Arabische Emiraten, Verenigd Koninkrijk |
| Hausa               | Afro-Aziatische talen, Tsjadische talen, West-Tsjadische talen                               | Niger, Nigeria. Grote gemeenschappen in Benin, Burkina Faso, Ghana, Togo |
| Maithili            | Indo-Europees, Indo-Iraanse talen, Indo-Arische talen, Bihari                                | India, Nepal |
| Roemeens            | Indo-Europees, Italische talen, Romaanse talen, Oost-Romaanse talen                          | Moldavië, Roemenië. Grote gemeenschappen in Griekenland, Hongarije, Israël, Servië en Montenegro, Rusland, Oekraïne kleinere gemeenschappen India (Calcutta) |
| Indonesisch         | Austronesische talen, Malayo-Polynesische talen                                              | Indonesië. Grote gemeenschappen in India (Andamanen en Nicobaren), Maleisië, Thailand, Singapore, Brunei, Nederland, Myanmar, Saoedi-Arabië, Oost-Timor |
| Thai                | Tai-Kadai, Kam-Tai, Be-Tai, Tai-Sek, Tai                                                     | Thailand. Grote gemeenschappen in India (Andamanen en Nicobaren), Singapore, Verenigde Arabische Emiraten |
| Nederlands          | Indo-Europees, Germaanse talen, West-Germaanse talen, Nederduits, Nederfrankisch             | België, Nederland. Grote gemeenschappen in Duitsland, Frankrijk, Indonesië, Zuid-Afrika, Suriname, Curaçao(Vroeger ook in India) |
| Oezbeeks            | Altaïsche talen, Turkische talen, Oost-Turkische talen                                       | Afghanistan, Oezbekistan. Grote gemeenschappen in Kazachstan, Kirgizië, Rusland, Tadzjikistan, Turkmenistan |
| Yoruba              | Niger-Congotalen, Atlantisch-Congo-talen, Volta-Congo-talen, Benue-Congo-talen               | Nigeria, Benin, Togo |
| Maleis              | Austronesische talen, Malayo-Polynesische talen                                              | Indonesië, Maleisië, Thailand, Singapore, Brunei, Myanmar, Saoedi-Arabië, Oost-Timor. Grote gemeenschappen in India |
| Sindhi              | Indo-Europees, Indo-Iraanse talen, Indo-Arische talen                                        | India, Pakistan. Grote gemeenschappen in Hongkong, Filipijnen, Oman, Singapore, Verenigde Arabische Emiraten, Verenigd Koninkrijk |
| Igbo                | Niger-Congotalen, Atlantisch-Congo-talen, Volta-Congo-talen, Benue-Congo-talen               | Nigeria |
| Amhaars             | Afro-Aziatische talen, Semitische talen, Zuid-Semitische talen                               | Ethiopië. Grote gemeenschappen in Egypte, Israël, India, Sri Lanka, Zweden |
| Oromo               | Afro-Aziatische talen, Koesjitische talen                                                    | Ethiopië. Grote gemeenschappen in Kenia |
| Tagalog             | Austronesische talen, Malayo-Polynesische talen                                              | Filipijnen. Grote gemeenschappen in Hongkong, Japan, Verenigde Arabische Emiraten, Verenigd Koninkrijk |
| Tsjechisch          | Indo-Europees, Slavische talen, West-Slavische talen                                         | Tsjechië. Grote gemeenschappen in Oostenrijk, Bulgarije, Hongarije, Israël, Oekraïne, Polen, Roemenië, Slowakije |
| Nepalees            | Indo-Europees, Indo-Iraanse talen, Indo-Arische talen                                        | Bhutan, India, Nepal. Grote gemeenschappen in Myanmar |
| Koerdisch           | Indo-Europees                                                                                | Afghanistan, India, Irak, Iran, Pakistan, Rusland, Syrië, Turkije |
| Assamees            | Indo-Europees, Indo-Iraanse talen, Indo-Arische talen                                        | India. Grote gemeenschappen in Bangladesh, Bhutan |
| Siraiki             | Indo-Europees, Indo-Iraanse talen, Indo-Arische talen                                        | India, Pakistan |
| Cebuano             | Austronesische talen, Malayo-Polynesische talen, West                                        | Filipijnen |
| Hongaars            | Oeraalse talen, Fins-Oegrische talen, Oegrische talen                                        | Hongarije. Grote gemeenschappen in Israël, Oekraïne, Roemenië, Servië en Montenegro, Slowakije |
| Zhuang              | Tai-Kadai, Kam-Tai                                                                           | China |
| Shona               | Austronesische talen, Malayo-Polynesische talen, West                                        | Indonesië |
| Madoerees           | Austronesische talen, Malayo-Polynesische talen                                              | Indonesië |
| Singalees           | Indo-Europees, Indo-Iraanse talen, Indo-Arische talen                                        | Sri Lanka. Grote gemeenschappen in India, Maldiven, Verenigde Arabische Emiraten |
| Pulaar              | Niger-Congotalen, Atlantisch-Congo-talen, Atlantische talen, Senegambiaanse talen            | Benin, Burkina Faso, Kameroen, Centraal-Afrikaanse Republiek, Tsjaad, Gambia, Ghana, Guinee, Guinee-Bissau, Mali, Mauritanië, Niger, Nigeria, Senegal, Sierra Leone, Soedan, Togo |
| Grieks              | Indo-Europees, Hellenische talen                                                             | Cyprus, Griekenland. Grote gemeenschappen in Albanië, Bulgarije, Duitsland, Egypte, Frankrijk, Italië, Oostenrijk, Turkije |
| Servisch            | Indo-Europees, Slavische talen, Zuid-Slavische talen                                         | Bosnië en Herzegovina, Montenegro, Servië. Grote gemeenschappen in Albanië, Noord-Macedonië, Roemenië, Rusland, Turkije |
| Deccaans            | Indo-Europees, Indo-Iraanse talen, Indo-Arische talen                                        | India |
| Malagasi            | Austronesische talen, Malayo-Polynesische talen                                              | Madagaskar |
| Wit-Russisch        | Indo-Europees, Slavische talen, Oost-Slavische talen                                         | Wit-Rusland. Grote gemeenschappen in Kazachstan, Letland, Litouwen, Oekraïne, Oezbekistan, Polen, Rusland |
| Armeens             | Indo-Europees                                                                                | Armenië Grote gemeenschappen in Azerbeidzjan, Frankrijk, Iran, Irak, Libanon, Rusland, Syrië, Turkije |
| Siciliaans          | Indo-Europees                                                                                | Grote gemeenschappen in België, Duitsland, Frankrijk, Italië, Zwitserland |
| Sylheti             | Indo-Europees                                                                                | Bangladesh |
| Somalisch           | Afro-Aziatische talen                                                                        | Somalië. Grote gemeenschappen in Djibouti, Ethiopië, Jemen, Kenia, Verenigde Arabische Emiraten |
| Zoeloe              | Niger-Congotalen                                                                             | Zuid-Afrika. Grote gemeenschappen in Lesotho, Malawi, Swaziland |
| Bulgaars            | Indo-Europees                                                                                | Bulgarije. Grote gemeenschappen in Griekenland, Moldavië, Oekraïne, Roemenië, Turkije |
| Zweeds              | Indo-Europees                                                                                | Finland, Zweden |
| Sesotho             | Niger-Congotalen                                                                             | Lesotho, Zuid-Afrika. Grote gemeenschappen in Botswana |
| Khmer               | Austroaziatische talen                                                                       | Cambodja. Grote gemeenschappen in Frankrijk, Laos, Thailand, Vietnam |
| Ilocano             | Austronesische talen                                                                         | Filipijnen |
| Kazachs             | Altaïsche talen                                                                              | Kazachstan. Grote gemeenschappen in Afghanistan, China, Duitsland, India, Kirgizië, Mongolië, Oezbekistan, Rusland, Tadzjikistan, Turkmenistan |
| Creools             | Indo-Europees                                                                                | Kleine gemeenschappen in (India Andamanen en Nicobaren). |
| Catalaans           | Indo-Europees                                                                                | Andorra, Frankrijk (Pyrénées-Orientales), Spanje (Balearen, Catalonië, Valencia). Grote gemeenschappen in Italië. |
| Oeigoers            | Altaïsche talen                                                                              | China. Grote gemeenschappen in India, Kazachstan, Kirgizië, Oezbekistan, Tadzjikistan |
| Kinyarwanda         | Niger-Congotalen                                                                             | Rwanda. Grote gemeenschappen in Congo-Kinshasa, Oeganda |
| Beloetsji           | Indo-Europees                                                                                | Iran, Pakistan. Grote gemeenschappen in Afghanistan, India, Oman, Verenigde Arabische Emiraten |
| Tataars             | Altaïsche talen                                                                              | Oekraïne, Rusland |
| Akan                | Niger-Congotalen                                                                             | Ghana |
| Hiligaynon          | Austronesische talen                                                                         | Filipijnen |
| Xhosa               | Niger-Congotalen                                                                             | Zuid-Afrika, Lesotho |
| Minangkabau         | Austronesische talen                                                                         | Indonesië |
| Turkmeens           | Altaïsche talen                                                                              | Turkmenistan. Grote gemeenschappen in Afghanistan, Iran. |
| Afrikaans           | Indo-Europees                                                                                | Namibië, Zuid-Afrika |
| Tshiluba            | Niger-Congotalen                                                                             | Congo-Kinshasa |
| Kroatisch           | Indo-Europees, Slavische talen, Zuid-Slavische talen                                         | Kroatië. Grote gemeenschappen in Bosnië en Herzegovina, Hongarije, Italië, Oostenrijk, Slowakije |
| Santali             | Indo-Europees                                                                                | India, Bangladesh, Nepal. Kleine gemeenschappen in India. |
| Fins                | Oeraalse talen                                                                               | Finland. Grote gemeenschappen in Rusland, Zweden. |
| Schwyzdu            | Indo-Europees                                                                                | Zwitserland |
| Kirundi             | Niger-Congotalen                                                                             | Burundi, Oeganda, Tanzania |
| Konkani             | Indo-Europees                                                                                | India |
| Mongools            | Altaïsche talen                                                                              | China, Mongolië. Kleine gemeenschappen in India. |
| Chichewa            | Niger-Congotalen                                                                             | Malawi, Mozambique, Zambia, Zimbabwe |
| Gikuyu              | Niger-Congotalen                                                                             | Kenia |
| Deens               | Indo-Europees                                                                                | Denemarken, Faeröer, Groenland. Grote gemeenschappen in Duitsland |
| Hebreeuws           | Semitische talen                                                                             | Israël. Kleine gemeenschappen in India. |
| Tigrinya            | Afro-Aziatische talen                                                                        | Eritrea, Ethiopië |
| Albanees            | Indo-Europees                                                                                | Albanië, Noord-Macedonië, Servië en Montenegro (Kosovo). Grote gemeenschappen in Griekenland, Italië |
| More                | Niger-Congotalen                                                                             | Burkina Faso, Togo |
| Slowaaks            | Indo-Europees, Slavische talen, West-Slavische talen                                         | Slowakije. Grote gemeenschappen in Hongarije en Servië en Montenegro |
| Swahili             | Niger-Congotalen                                                                             | Kenia, Tanzania. Grote gemeenschappen in Burundi, Congo-Kinshasa, Ethiopië, Eritrea, Malawi, Mozambique, Rwanda, Oeganda, Somalië |
| Sukuma              | Niger-Congotalen                                                                             | Tanzania |
| Noors               | Indo-Europees                                                                                | Noorwegen |
| Kikongo             | Niger-Congotalen                                                                             | Congo-Kinshasa |
| Kasjmiri            | Indo-Europees                                                                                | (China het Tibetaanse deel) India, Pakistan. Grote gemeenschappen in Verenigd Koninkrijk |
| Lomwe               | Niger-Congotalen                                                                             | Congo-Kinshasa, Malawi, Mozambique |
| Luri                | Indo-Europese talen                                                                          | Iran. Kleine gemeenschappen in India |
| Kituba              | Niger-Congotalen                                                                             | Congo-Kinshasa |
| Yi                  | Sino-Tibetaanse talen                                                                        | China. Kleine gemeenschappen in India |
| Georgisch           | Kaukasische talen                                                                            | Georgië. Grote gemeenschappen in Azerbeidzjan, Oekraïne, Rusland, Turkije. |
| Umbundu             | Niger-Congotalen                                                                             | Angola |
| Litouws             | Indo-Europees                                                                                | Litouwen. Grote gemeenschappen in Letland, Polen, Rusland, Wit-Rusland |
| Tswana              | Niger-Congotalen                                                                             | Botswana, Zuid-Afrika, Zimbabwe |
| Bosnisch            | Indo-Europees, Slavische talen, Zuid-Slavische talen                                         | Bosnië en Herzegovina |
| Galicisch           | Indo-Europees                                                                                | Spanje, Portugal |
| Fries               | Germaans                                                                                     | Nederland, Duitsland |
| Nedersaksisch       | Germaans                                                                                     | Nederland, Duitsland |
| Limburgs            | Germaans                                                                                     | Nederland, België, Duitsland |